# Marschnerstraße 26

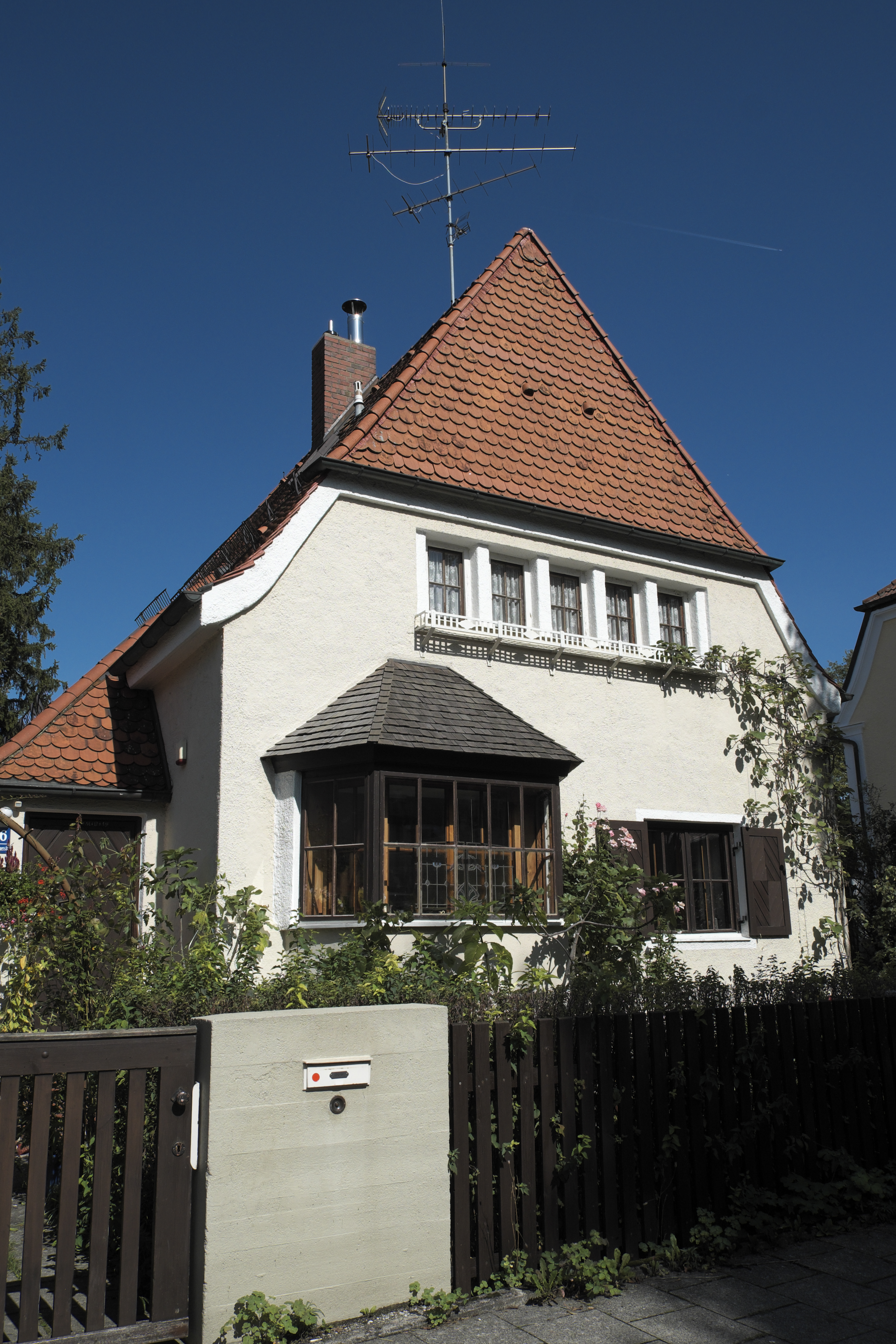
Haus Marschnerstraße 26 in Pasing

Das Wohnhaus Marschnerstraße 26 im Stadtteil Pasing der bayerischen Landeshauptstadt München wurde um 1910 errichtet. Die Villa im Reformstil an der Marschnerstraße, die zur Villenkolonie Pasing II gehört, ist ein geschütztes Baudenkmal.
Das Wohnhaus wurde wohl von Bernhard Borst erbaut. Es besitzt einen tief heruntergezogenen Halbwalm mit einem darunter ausgebreiteten Fensterband.

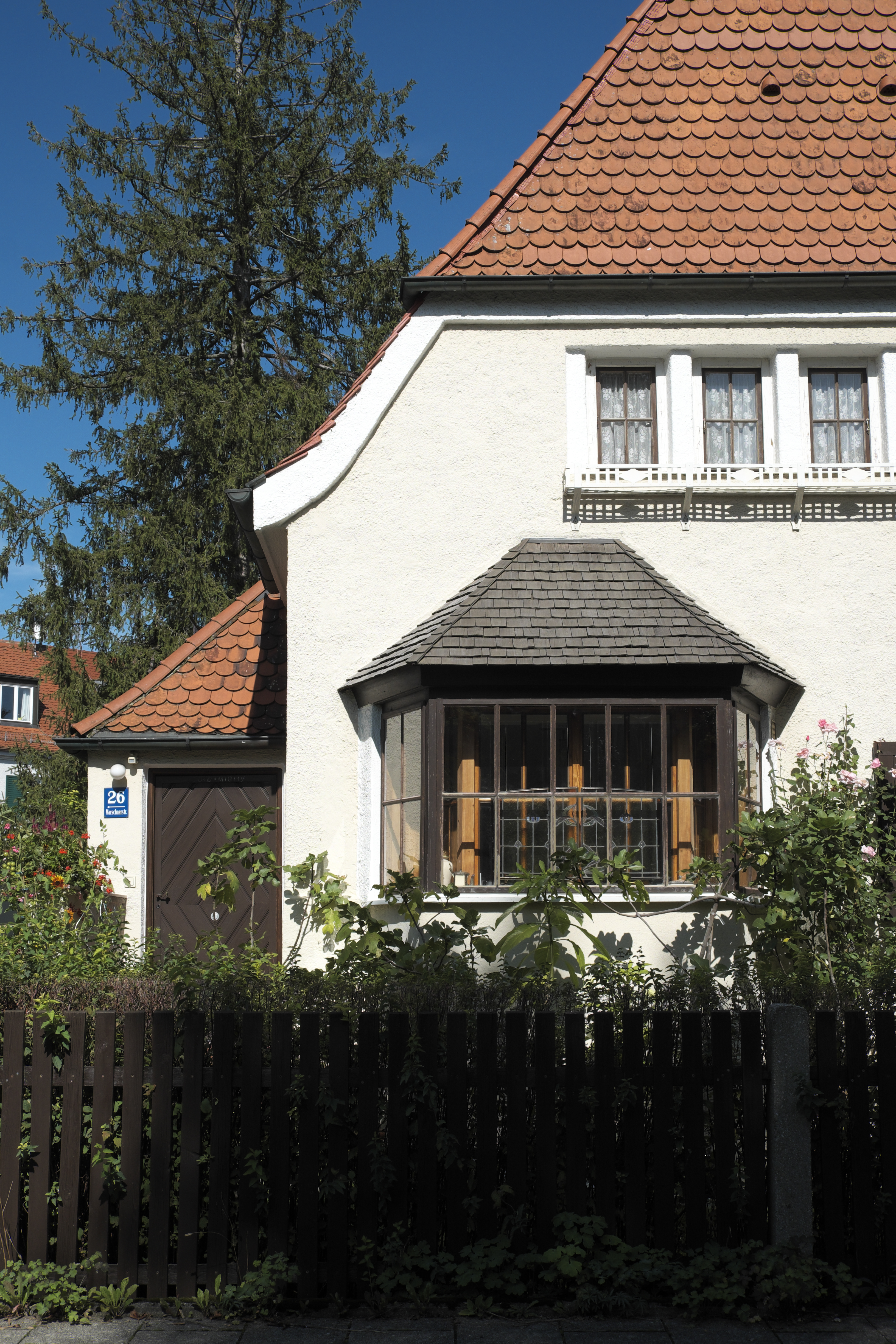
Erker
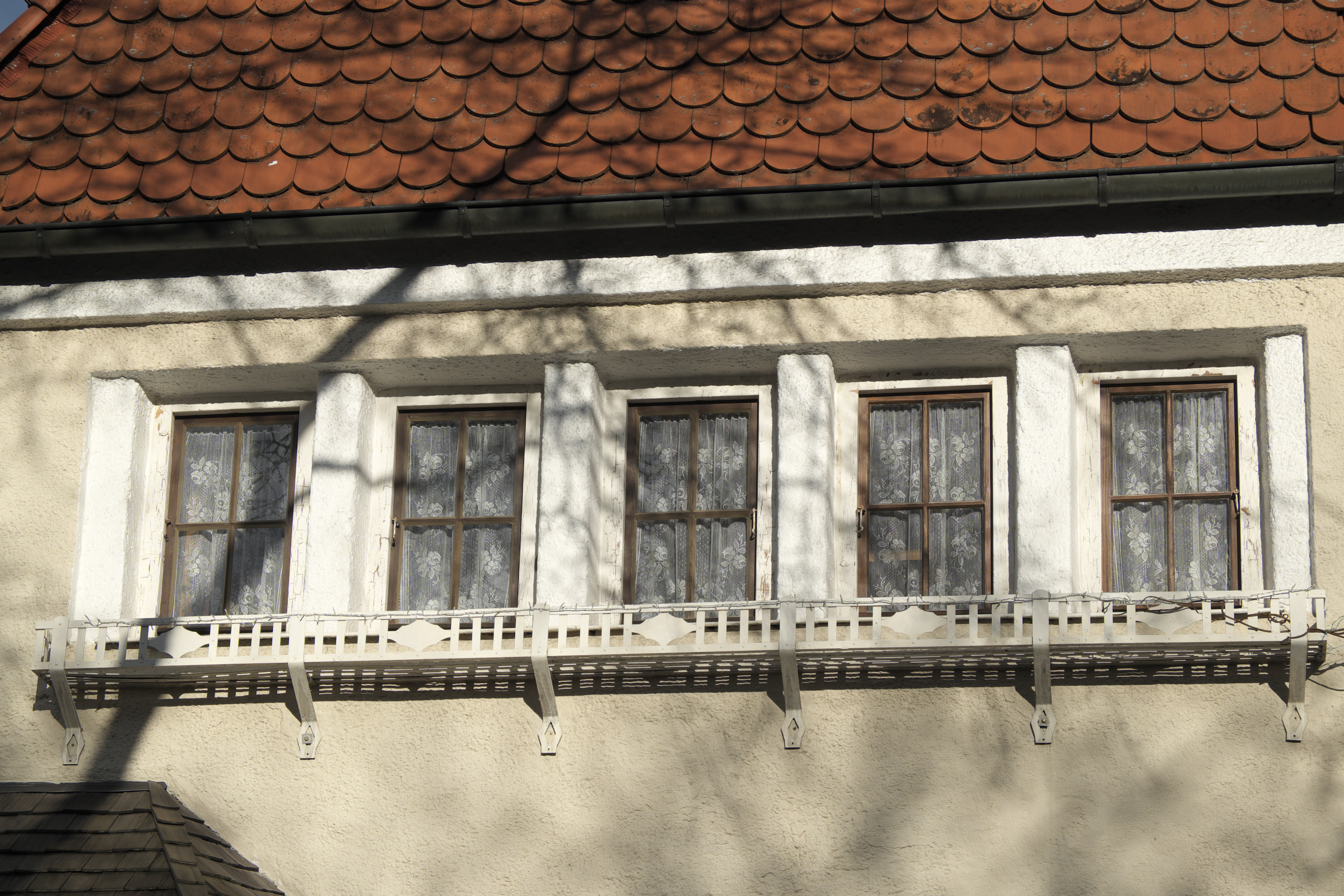
Fensterband